# Vestfold og Telemark
Vestfold og Telemark (uen[ˈvɛ̂stfɔɫ ɔ ˈtêːləmɑrk]; (Vestfold și Telemark)) a fost o provincie (Fylke) din Norvegia.
Vestfold og Telemark a fost constituit la 1 ianuarie 2020, prin fuziunea dintre provinciile tradiționale Vestfold și Telemark, dezmembrat la 1 ianuarie 2024.
Provincia (fylke) este situată în partea cea mai sudică a Norvegiei de Est și este format din două regiuni tradiționale distincte și separate: fostele provincii Telemark (complet) și Vestfold (majoritatea acestuia). Capitala este situată în orașul Skien, care este și cel mai mare oraș al provinciei. În timp ce Skien este reședința municipalității de județ, reședința guvernatorului provinciei este în orașul Tønsberg. Provincia Vestfold og Telemark se învecinează cu comitatele Viken, Vestland, Rogaland și Agder.
Telemark votase împotriva fuziunii, pe motiv că regiunile nu au nimic în comun și nu constituie o entitate naturală geografică, culturală, socială sau politică. Oricum, Storting (Parlamentul Norvegiei) a votat, pe 7 ianuarie 2018, fuzionarea provinciilor prin forță, iar fuziunea a intrat în vigoare la 1 ianuarie 2020. Spre deosebire de Telemark sau Vestfold,Vestfold og Telemark nu formează o regiune tradițională sau culturală, ci este doar una administrativă.
La 15 februarie 2022, consiliul provincial (al noii entități) a decis să voteze viitorul provinciei Vestfold og Telemark, deoarece s-a raportat adesea că politicienii nu au cooperat bine peste fostele granițe ale provinciei. Cu 42 de voturi împotriva a 19, consiliul provinciei a votat pentru separarea provinciei în fostele sale provincii Telemark și Vestfold. Reprezentanții consiliilor provinciale respective vor fi aleși la alegerile locale din 2023, iar vechile provincii vor fi reînființate până la 1 ianuarie 2024.

## Istoric
Regiunea Vestfold și Telemark este formată din cele două foste provincii Telemark și Vestfold, ale căror istorii administrative sunt separate.
Provincia Telemark a fost înființat în 1919 ca o continuare a fostului „Bratsberg amt”, care fusese un „len” și „amt” de la unirea cu Danemarca. „Bratsberg amt” și, mai târziu, provincia Telemark constau din mai multe cartiere istorice parțial suprapuse. Numele Telemark în sine nu a acoperit inițial coastele și, prin urmare, minoritatea de la Storting a propus numele „Grenland-Telemark” atunci când a fost înființat provincia modernă.
Comitatul Vestfold a fost înființat în 1919 ca o continuare a fostului Jarlsberg și Larviks amt. Acesta din urmă a fost înființat în 1821, când provinciile Laurvig și Jarlsberg au fost dizolvate și fuzionate.

### Procesul de fuziune
O posibilă fuziune a provinciilor se discuta de câțiva ani (în anii 2000 și 2010) cu diferite conotații. Consiliul Provincial Telemark a votat în aprilie 2017 împotriva fuziunii cu Vestfold. În schimb, Consiliul Provincial Vestfold a votat pentru fuziunea atât cu Telemark, cât și cu Buskerud. Parlamentul Norvegiei, Storting a decis, în schimb, fuziunea dintre Telemark și Vestfold la 8 iunie 2017, cu efect de la 1 ianuarie 2020.
Consiliul lingvistic al Norvegiei a recomandat numele „Telemark og Vestfold” ca nume pentru noua provincie. Cu toate acestea, Consiliul Provincial Telemark a decis că numele Telemark în orice circumstanță trebuie inclus în noul nume, în timp ce Consiliul Provincial Vestfold a sugerat numele de „Vest-Viken”, ceea ce a fost criticat pentru că numele a fost creat inițial de naziști, mai exact de Regimul Quisling în timpul celui de-al Doilea Război Mondial.
Numele „Vest-Viken” a fost folosit când administrația Reichskommissariat-ul Norvegiei a fuzionat provinciile separate Vestfold și Buskerud într-un singură unitate administrativă. De asemenea, numele ales atunci a fost defavorizant, deoarece Telemark este situat în mare parte în afara zonei istorice Viken; eventual, în cel mai bun caz, mica zonă de coastă a provinciei poate fi inclusă la periferia Vikenului. Mass-media din Norvegia, cum ar fi postul de stat NRK, a batjocorit propunerea „Vest-Viken” drept „nume nazist.”
La 10 noiembrie 2017, Vestfold a retras propunerea „Vest-Viken” și a devenit evident că ambele provincii au susținut propunerea Consiliului Limbii privind „Telemark și Vestfold.” În cele din urmă, politicienii locali au convenit asupra „Vestfold og Telemark” ca un compromis, deși politicienii din Telemark au declarat că Telemark ar trebui să fie prima parte a numelui, atât din motive alfabetice, cât și din cauza statutului emblematic al numelui Telemark în Norvegia și la nivel internațional, un statutul căruia îi lipsește numele Vestfold.
Conform datelor oficiale din 2018, numele Telemark og Vestfold este deja numele sucursalelor relevante ale mai multor agenții guvernamentale, ambele nume (Telemark și Vestfold) fiind masiv folosite.
Întrucât Vestfold a fost fuzionat forțat cu Telemark (prin decizia Parlamentulului Norvegiei), municipalitatea Svelvik a decis să voteze pentru o fuziune cu municipalitatea Drammen, ceea ce ar determina Svelvik să părăsească provinciei Vestfold și să se alăture noii provincii Viken, la 1 ianuarie 2020. Votul a fost în favoarea fuziunii cu municipalitatea Drammen, împreună cu fosta comună Nedre Eiker.

## Municipalități

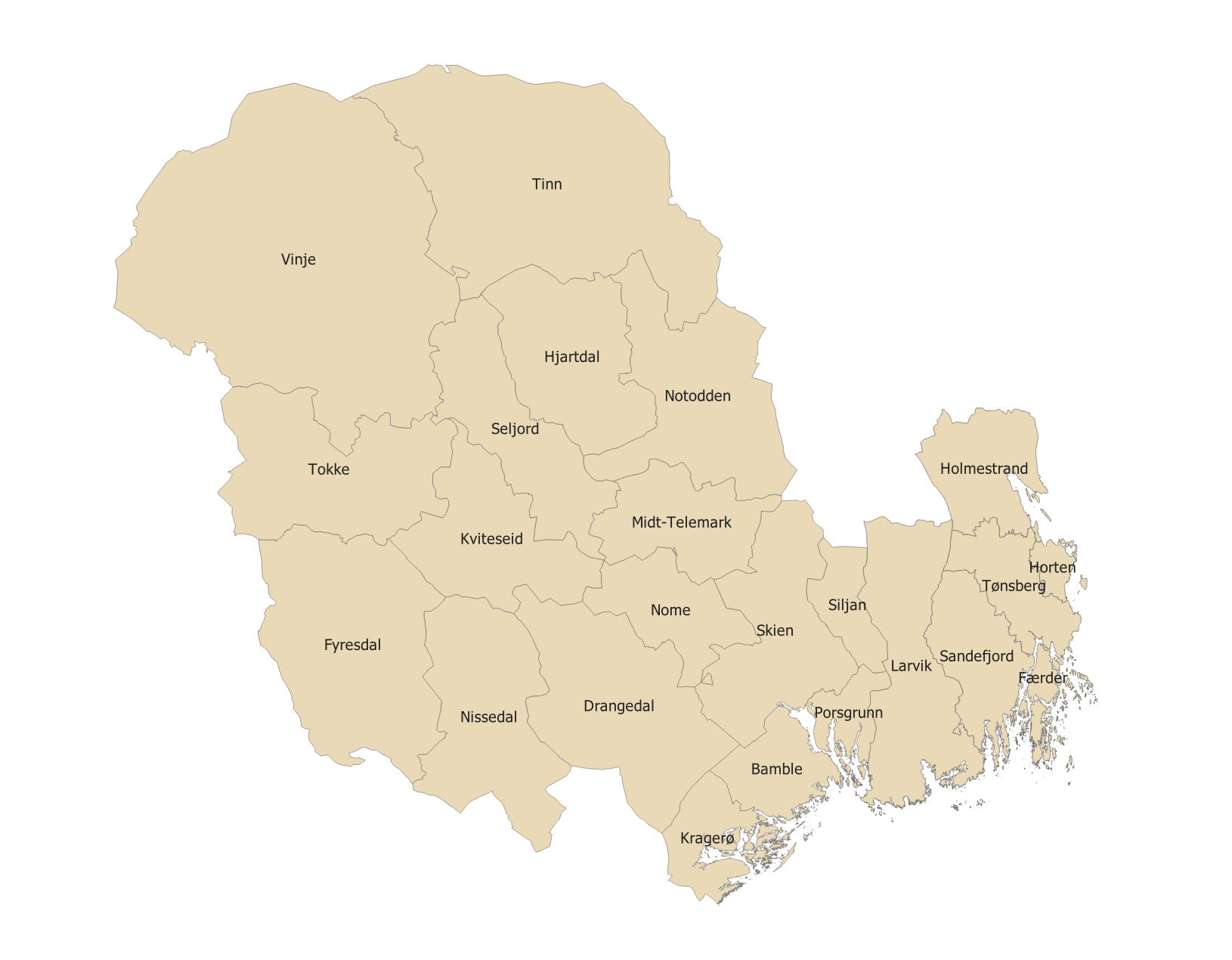
Comunele din Vestfold og Telemark la 1 ianuarie 2020

### Vestfold og Telemark
Comitatul/Provincia Vestfold og Telemark avea în total 23 de comune după cum urmează.
| Număr | Municipalitate (după numerotare) | Nume          | Creată          | Fostă municipalitate (cu fost număr) | Fost comitat |
| ----- | -------------------------------- | ------------- | --------------- | ------------------------------------ | ------------ |
| 1     | 3801                             | Horten        | 1 ianuarie 2020 | 0701 Horten                          | Vestfold     |
| 2     | 3802                             | Holmestrand   | 1 ianuarie 2020 | 0715 Holmestrand Sande și Hof        | Vestfold     |
| 3     | 3803                             | Tønsberg      | 1 ianuarie 2020 | 0704 Tønsberg 0716 Re                | Vestfold     |
| 4     | 3804                             | Sandefjord    | 1 ianuarie 2020 | 0710 Sandefjord Andebu și Stokke     | Vestfold     |
| 5     | 3805                             | Larvik        | 1 ianuarie 2020 | 0712 Larvik Lardal                   | Vestfold     |
| 6     | 3806                             | Porsgrunn     | 1 ianuarie 2020 | 0805 Porsgrunn                       | Telemark     |
| 7     | 3807                             | Skien         | 1 ianuarie 2020 | 0806 Skien                           | Telemark     |
| 8     | 3808                             | Notodden      | 1 ianuarie 2020 | 0807 Notodden                        | Telemark     |
| 9     | 3811                             | Færder        | 2018            | Nøtterøy Tjøme                       | Vestfold     |
| 10    | 3812                             | Siljan        | 1 ianuarie 2020 | 0811 Siljan                          | Telemark     |
| 11    | 3813                             | Bamble        | 1 ianuarie 2020 | 0814 Bamble                          | Telemark     |
| 12    | 3814                             | Kragerø       | 1 ianuarie 2020 | 0815 Kragerø                         | Telemark     |
| 13    | 3815                             | Drangedal     | 1 ianuarie 2020 | 0817 Drangedal                       | Telemark     |
| 14    | 3816                             | Nome          | 1 ianuarie 2020 | 0819 Nome                            | Telemark     |
| 15    | 3817                             | Midt-Telemark | 1 ianuarie 2020 | 0821 Bø 0822 Sauherad                | Telemark     |
| 16    | 3818                             | Tinn          | 1 ianuarie 2020 | 0826 Tinn                            | Telemark     |
| 17    | 3819                             | Hjartdal      | 1 ianuarie 2020 | 0827 Hjartdal                        | Telemark     |
| 18    | 3820                             | Seljord       | 1 ianuarie 2020 | 0828 Seljord                         | Telemark     |
| 19    | 3821                             | Kviteseid     | 1 ianuarie 2020 | 0829 Kviteseid                       | Telemark     |
| 20    | 3822                             | Nissedal      | 1 ianuarie 2020 | 0830 Nissedal                        | Telemark     |
| 21    | 3823                             | Fyresdal      | 1 ianuarie 2020 | 0831 Fyresdal                        | Telemark     |
| 22    | 3824                             | Tokke         | 1 ianuarie 2020 | 0833 Tokke                           | Telemark     |
| 23    | 3825                             | Vinje         | 1 ianuarie 2020 | 0834 Vinje                           | Telemark     |

## Zone urbane
Cele mai mari zone urbane din Vestfold og Telemark, care au fost sortate după populație (municipalitățile sunt în paranteză):
- Porsgrunn/Skien - 92 753 (Bamble, Porsgrunn, Skien) Această numărare include târgurile Brevik, Langesund, Porsgrunn, Skien și Stathelle.
- Tønsberg - 56 293 (Færder, Tønsberg)
- Sandefjord - 43 595 (Sandefjord)
- Larvik - 24 208 (Larvik)
- Horten - 20 371 (Horten)
- Notodden - 9 077 (Notodden)
- Holmestrand - 7 262 (Holmestrand)
- Stavern - 5 628 (Larvik)
- Kragerø - 5 445 (Kragerø)
- Vear - 3 642 (Sandefjord, Tønsberg)
- Stokke - 3 631 (Sandefjord)
- Bø - 3 285 (Midt-Telemark)
- Rjukan - 3 247 (Tinn)
- Åsgårdstrand - 3 091 (Horten, Tønsberg)
- Tjøme - 2 945 (Færder)
- Selvik - 2 685 (Sande)
- Sem - 2 481 (Sandefjord, Tønsberg)
- Revetal/Bergsåsen - 2 403 (Tønsberg)
- Ulefoss - 2 275 (Nome)
- Sande - 2 254 (Sande)
- Andebu - 2 207 (Sandefjord)
- Melsomvik - 2 113 (Sandefjord)
- Gullhaug - 2 038 (Holmestrand)

Brevik, Holmestrand, Horten, Kragerø, Langesund, Larvik, Notodden, Porsgrunn, Rjukan, Sandefjord, Skien, Stathelle, Stavern, Tønsberg și Åsgårdstrand au toate statul de oraș/târg.